# Il circo di Jojo
Il circo di Jojo (JoJo's Circus) è una serie animata statunitense-canadese prodotta da Cartoon Pizza e Cuppa Coffee Studios. In Italia è stata trasmessa su Disney Channel e Playhouse Disney dal 3 ottobre 2005 al 25 marzo 2008. La serie è composta da 3 stagioni per un totale di 63 episodi. La serie negli Stati Uniti d'America è andata in onda su Disney Junior, in Bulgaria su JimJam, in Marocco su Family Channel, in Ungheria su Disney Channel, in Pakistan su Disney Dags e in Estonia su Disney Channel.

## Trama
La serie è ambientata in Circus Town, una città autosufficiente il cui centro culturale è la tenda "Big Top". La storia si concentra sulla hostess JoJo Tickle, una giovane clown femminile, e Goliath, il leone domestico di JoJo. Lei e Goliath studiano alla Little Big Top Circus School, dove tutti i giovani artisti del circo si apprestano a studiare con la loro insegnante, la signora Kersplatski. Insieme ai suoi amici, JoJo esplora e impara affrontando situazioni difficili.

## Episodi
| Stagione         | Episodi | Prima TV USA | Prima TV Italia |
| ---------------- | ------- | ------------ | --------------- |
| Prima stagione   | 25      | 2003-2004    | 2005            |
| Seconda stagione | 28      | 2004-2006    | 2006            |
| Terza stagione   | 10      | 2006-2007    | 2008            |

## Personaggi
| Personaggio         | Doppiatore originale | Doppiatore italiano                              |
| ------------------- | -------------------- | ------------------------------------------------ |
| Jojo                | Madeleine Martin     | Chiara Oliviero (1ª voce) Lilian Caputo(2ª voce) |
| Golia               | Robert Smith         | Luigi Morville                                   |
| Skeebo              | Austin Di Iulio      | Gabriele Patriarca                               |
| Trina               | Tajja Isen           | Giorgia Marinelli                                |
| Scricchia           | Diana Peressini      | Joy Saltarelli                                   |
| Capo dei pompieri   | Patrick McKenna      | Roberto Stocchi                                  |
| Signora Kersplatski | Jayne Eastwood       | Barbara Castracane                               |
| Signor Tickle       | David Sparrow        | Stefano Benassi                                  |
| Peaches             | Marnie McPhail       | Giuppy Izzo                                      |
| Tato                | Cole Caplan          | Alessandro Mottini                               |
| Balboa              | Julie Lemieux        | Alex Polidori                                    |
| Dinky               | Julie Lemieux        | Lucrezia Marricchi                               |
| Pinco               | John Shrocher        | Eugenio Marinelli                                |
| Pallino             | Neil Crone           | Gianni Williams                                  |